# Oberharz vattenregale

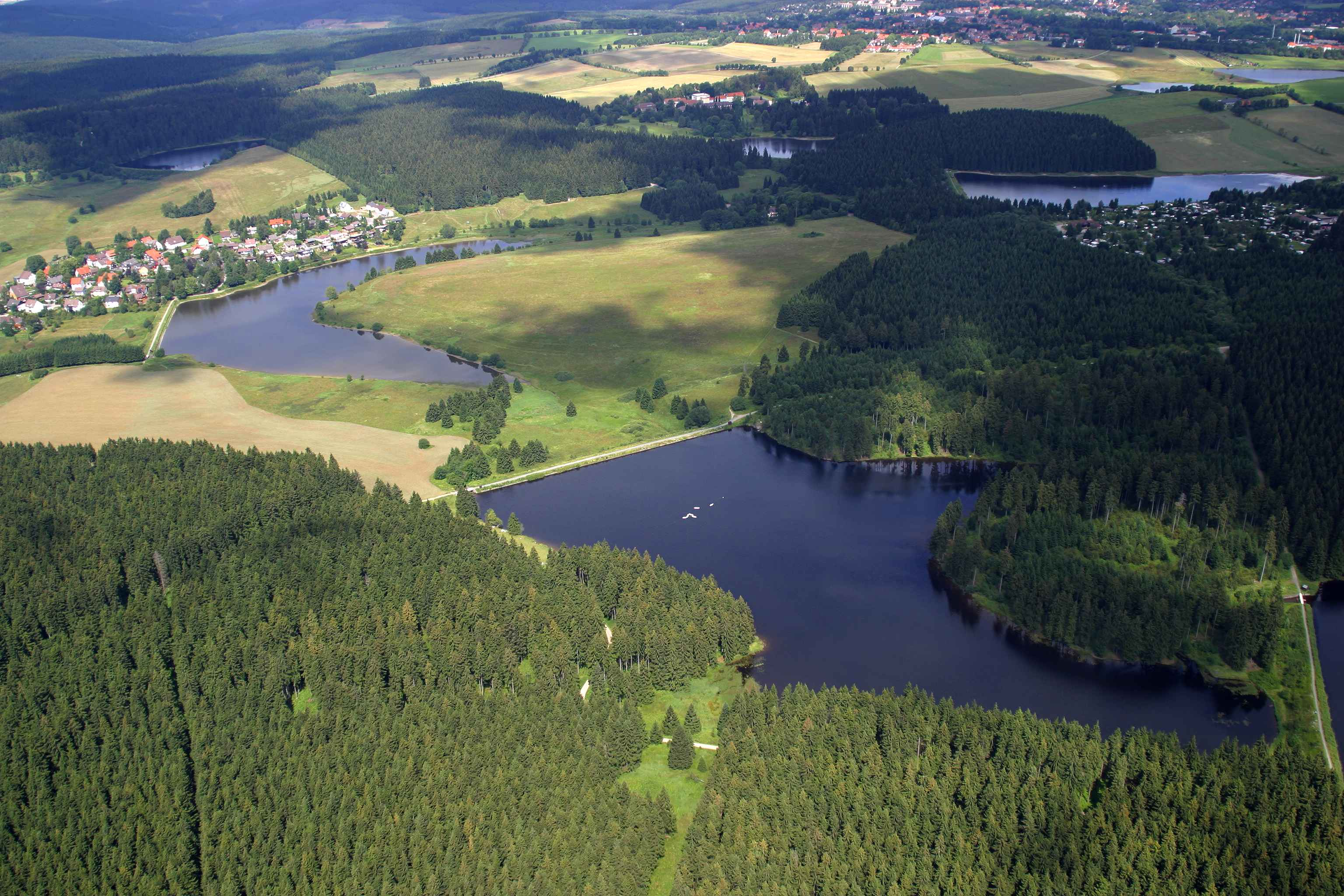
Smådammar i Oberharz vattenregale nära Buntenbock söder om Clausthal-Zellerfeld

Oberharz vattenregale är ett system av dammar, reservoarer, diken och andra strukturer, byggt huvudsakligen från 1500-talet till 1800-talet för att avleda och förvara vattnet som drev gruvornas vattenhjul i den tyska regionen Oberharz. Vattensystemet täcker en yta om cirka 200 km² inom den Niedersachsiska delen av Harzbergen. Termen regale beskriver en monarks höghetsrättigheter och står i motsats till privat äganderätt. Utifrån sitt regale kan monarken ge privilegier, det vill säga upplåta vissa rättigheter och plikter, vilket varit fallet när det gäller vattenregleringen för gruvdriften i Harz bergsområde.
Oberharz vattenregale är en av de största och betydelsefullaste historiska vattenregleringarna för gruvdrift i världen. Anläggningarna som utvecklats under generationer har varit kultursminnesmärkta sedan 1978. Större delen av anläggningarna är ännu i drift i syfte att bevara det kulturhistoriskt intressanta landskapet och ge underlag för turism och simning. Flera reservoarer fungerar som översvämningsskydd och förser även området med dricksvatten. Området är del av världsarvet Rammelsbergsgruvan, gamla staden i Goslar och Oberharz vattenregale.
På tyska används även termen Oberharz vattenreglering (Oberharzer Wasserwirtschaft) för att referera till dessa historiska anläggningar. Men denna term är inte tillräckligt precis, då det under de senaste hundra åren har utvecklats ett omfattande, modernt vattenförvaltningssystem i Oberharz i form av ett antal nya dammar med tillhörande byggnader och diken .

## Vattenregalet

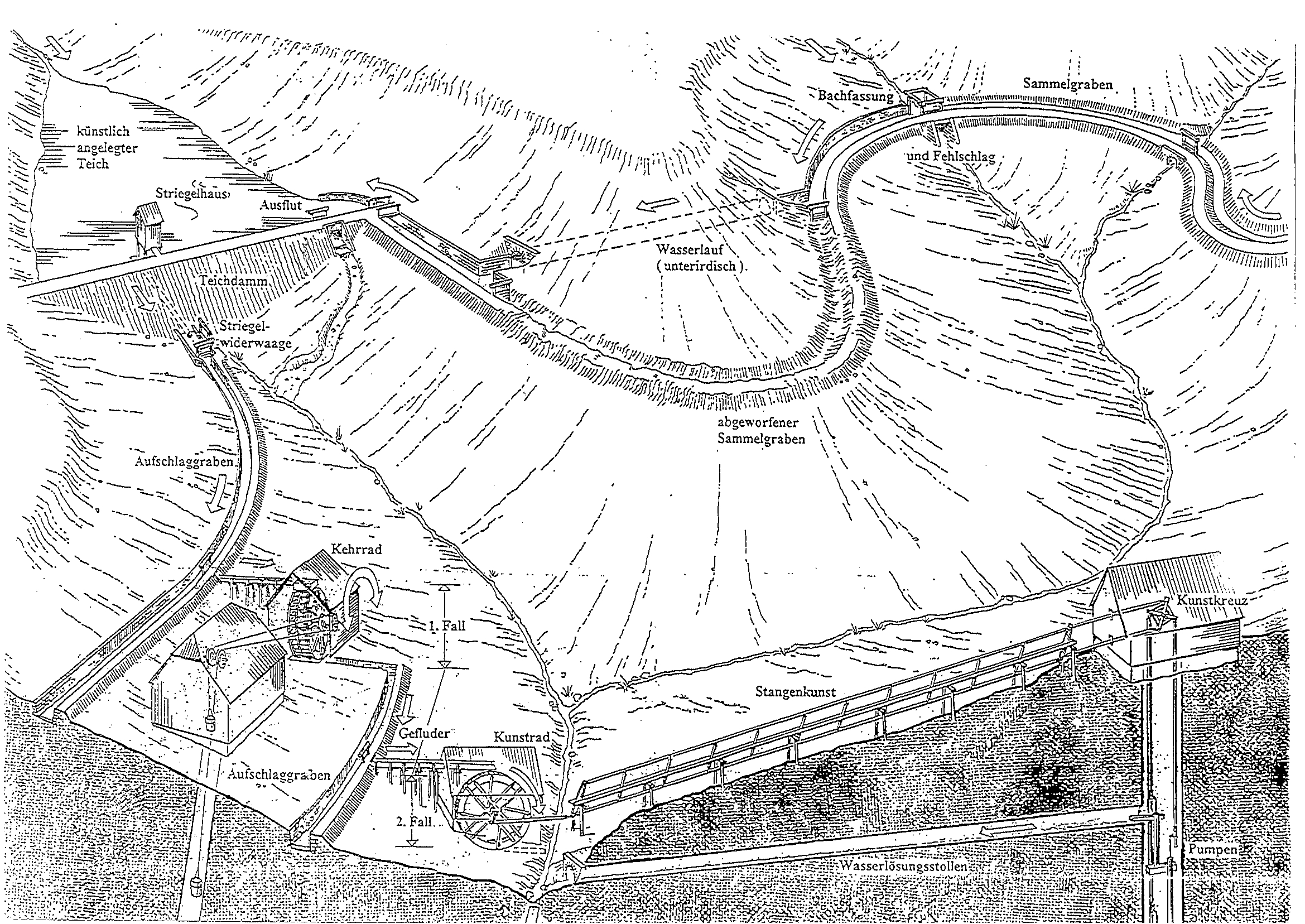
Schematisk bild över Oberharz vattenregale med dammar, diken och tunnlar såväl som användningen av vattenkraft för gruvorna

Genom det så kallade bergsregalet gavs kungen fullständiga rättigheter för gruvdrift och genom vattenregalet gavs han motsvarande rättigheter att använda vattnet omkring gruvan för gruvdriften. Andra vattenanvändare såsom kvarnägare hade lägre prioritet. Kungen, senare kronan eller staten, upplät med utgångspunkt i sin regale privilegiet att bruka berg och vatten. Denna så kallade bergfrihet (tyska: Bergfreiheit) gällde i Niedersachsen fram till 1960-talet.

## Oberharz gruvindustri
Oberharz var en gång i tiden en av de största gruvregionerna i Tyskland. De dominerande produkterna var silver, koppar, bly, järn och från 1800-talet även zink. Den viktigaste inkomstkällan var dock silver. Från 1500-talet till mitten av 1800-talet stod Oberharz för 40-50 procent av Tysklands totala silverproduktion. Skatterna som togs ut från denna produktion bidrog betydligt till kungahusens inkomster i Hannover och Brunswick-Wolfenbüttel och hjälpte till att säkra deras maktpositioner och betydelse inom Tysk-romerska riket.
De enorma inkomsterna motiverade ett stort engagemang när det gällde investeringar och arbete. Härigenom producerade Oberharz gruvindustri ett stort antal innovationer och uppfinningar, bland annat så viktiga utvecklingssteg som manmaskinen, vattenkolonnmaskinen (Wassersäulenmaschine) och vajern.

## Gruvdrift och vatten

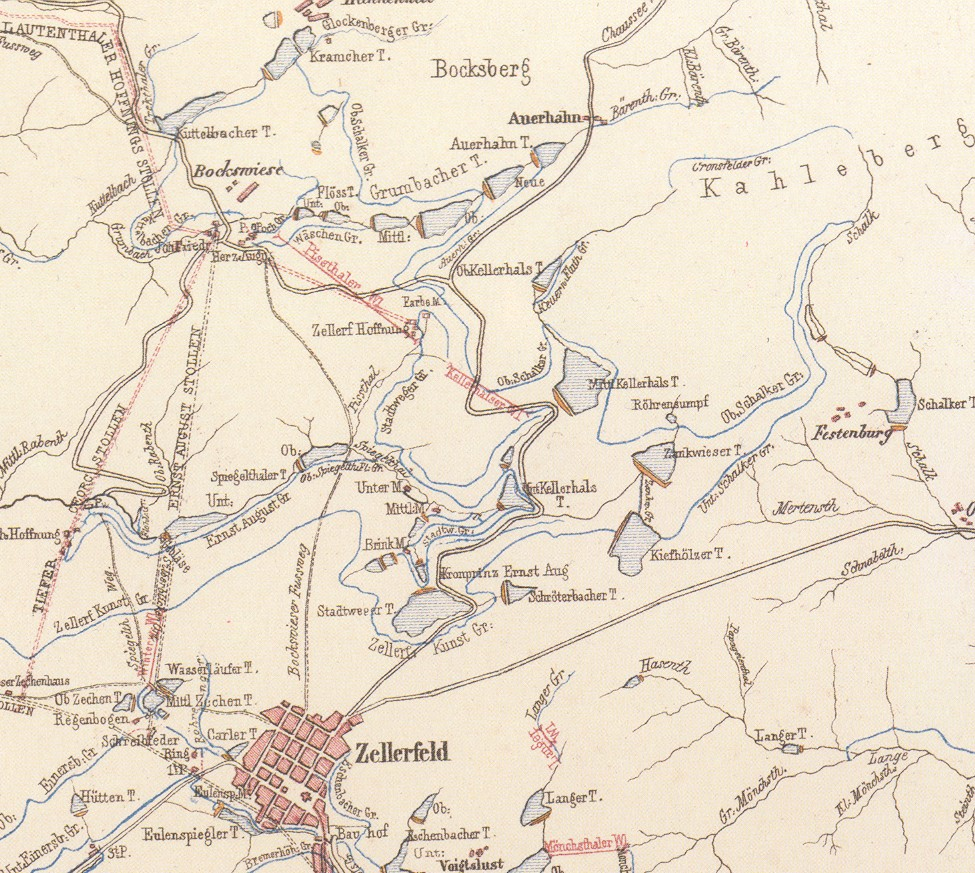
Skiss över smådammar, diken och tunnlar mellan Zellerfeld och Bockswiese omkring år 1868

Gruvdrift blev en mycket energi-intensiv verksamhet så snart som brytningen utvidgades till någon betydande sträcka ner i marken. I Oberharz blev ådergruvor (Gangerzbergbau) huvudverksamheten, med brytning i närapå vertikala malmgångar rakt ner i marken. Endast ett fåtal meter ner ökade vatteninträngningen vilket betydligt ökade svårigheten att bryta. I början torkades den upp av män som stod på stegar, de så kallade Wasserknechten ("vattentjänarna"), med sina läderhinkar. Senare introducerades hästar och uppfordringsverk (Göpel) gjorde det möjligt att ta upp större mängder vatten. Problemet var dock att hästar var dyra och måste bytas var femte timme. Resultatet blev att gruvor - särskilt de rikare och djupare - började använda vattenkraftssystem, som kunde arbeta kontinuerligt, dygnet runt. För att kunna göra detta avleddes vattendrag till vattenhjul som drev återgående pumpar för att lyfta vattnet från större djup och i större kvantiteter. Principen var att höja vattnet med vatten.
För att driva dessa vattenhjul, behövdes en stadigvarande och betydande tillförsel av vatten. Trots att Oberharz, med en årlig nederbörd på över 1 300 mm, fick kopiösa mängder vatten, låg gruvorna ofta högt uppe i bergen nära vattendelare där endast ett fåtal vattendrag fanns. Dessutom varierade flödet i dessa vattendrag kraftigt. Det behövdes ofta bara ett fåtal veckor av lägre nederbördsmängder för att vattentillförsel till gruvorna skulle bli hotade. Detta ledde till att flera gruvor tvingades stänga.
Under gruvverksamhetens höjdpunkt tillhörde gruvorna i Oberharz de djupaste i världen. Exempelvis fanns så tidigt som 1700 gruvschakt som passerat 300 och som omkring 1830 hade ett djup på 600 meter; dessa var nu så djupa att gruvorna faktiskt låg under havsnivån - något som ansågs fantastiskt vid denna tid. Djupa schakt krävde dock mycken energi för att ta upp malm och gruvvatten. Denna höga energikonsumtion, kombinerad med det stora behovet av vatten, ledde till ännu större ansträngningar att utveckla tillgången på vattenkraft.
Gruvarbetarna byggde vanligen nya vattenanläggningar under perioder då man inte kunde bryta malm på grund av brist på vatten till vattenhjulen. Då vattenhjulen slutade gå kunde inte längre grundvattnet som flödade ut i gruvan tas bort; gruvan dränktes och gruvarbetarna blev tvungna att utrymma gruvorna. Under dessa faser koncentrerades arbetet på att uppgradera faciliteterna i Oberharz vattenregale.

## Vattenavledning och lagringsutrymmen

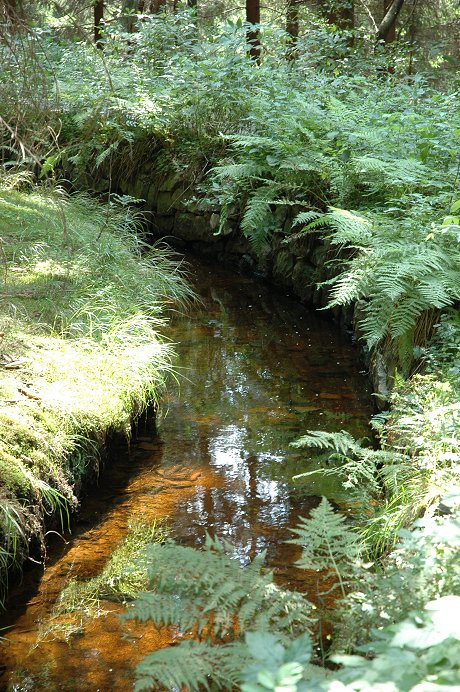
Dam Ditch nära Altenau

Totalt byggdes 143 dammar, 500 km diken och 30 km tunnlar för insamling, vattenavledning och lagring av ytvatten i Oberharz In addition about 100 kilometres of drainage adits are included as part of the Regale.  These facilities were not, however, all in operation at the same time. The Harzwasserwerke today operates and maintains 65 dammed ponds, 70 kilometres of ditch and 20 kilometres of tunnel.. Flera mindre dammar tillhör numera Niedersachsens statliga skogsavdelning, några är privatägda.
Principen för vattenavledning är att samla vattnet i diken som går nästan parallellt med terrängens konturer och att avleda detta till gruvområden. Dessa tillförselkanaler kan lätt vara tio km eller längre (likt Dammgraben). Ibland matades det insamlade vattnet inte direkt till vattenhjulen utan till stora, konstgjorda dammar ("Teiche") som fungerade som reservoarer för att säkra att det fanns tillräckligt med vatten även under torrperioder. Från bottenliggande utgångar kunde vattnet ledas från dessa dammar till ett dikessystem för att ge kraft till vattenhjulen. Vanligen låg flera hjul efter varandra så att vattnet kunde användas att driva mer än ett hjul. För att leda vattnet genom så många hjul som möjligt var det nödvändigt att samla, förvara och skicka ut det på högsta möjliga nivå.
Teknologin vid denna tid gjorde det inte möjligt att bygga högre dammar än omkring 15 meter. Detta innebar att det var nödvändigt att bygga många små dammar istället för några få stora. Genom att arrangera dammarna i serie kunde vattnet hållas på en hög nivå för att kunna driva flera hjul. Ett antal av dammserier byggdes, omfattande fyra till sex dammar.
Större delen av vattenhjulen användes för att driva pumpar. Ibland var man tvungen att överföra kraften från dem flera hundra meter till själva gruvan med så kallade konstgångar. Viktiga gruvor hade även ett motsvarande vattenhjul som kunde användas för att ge kraft till att transportera malm och för att krossa materialet. Alla vattenhjul var av överfallstyp. Vid sidan om ett fåtal rekonstruktioner har alla vattenhjul försvunnit under det senaste århundradet.

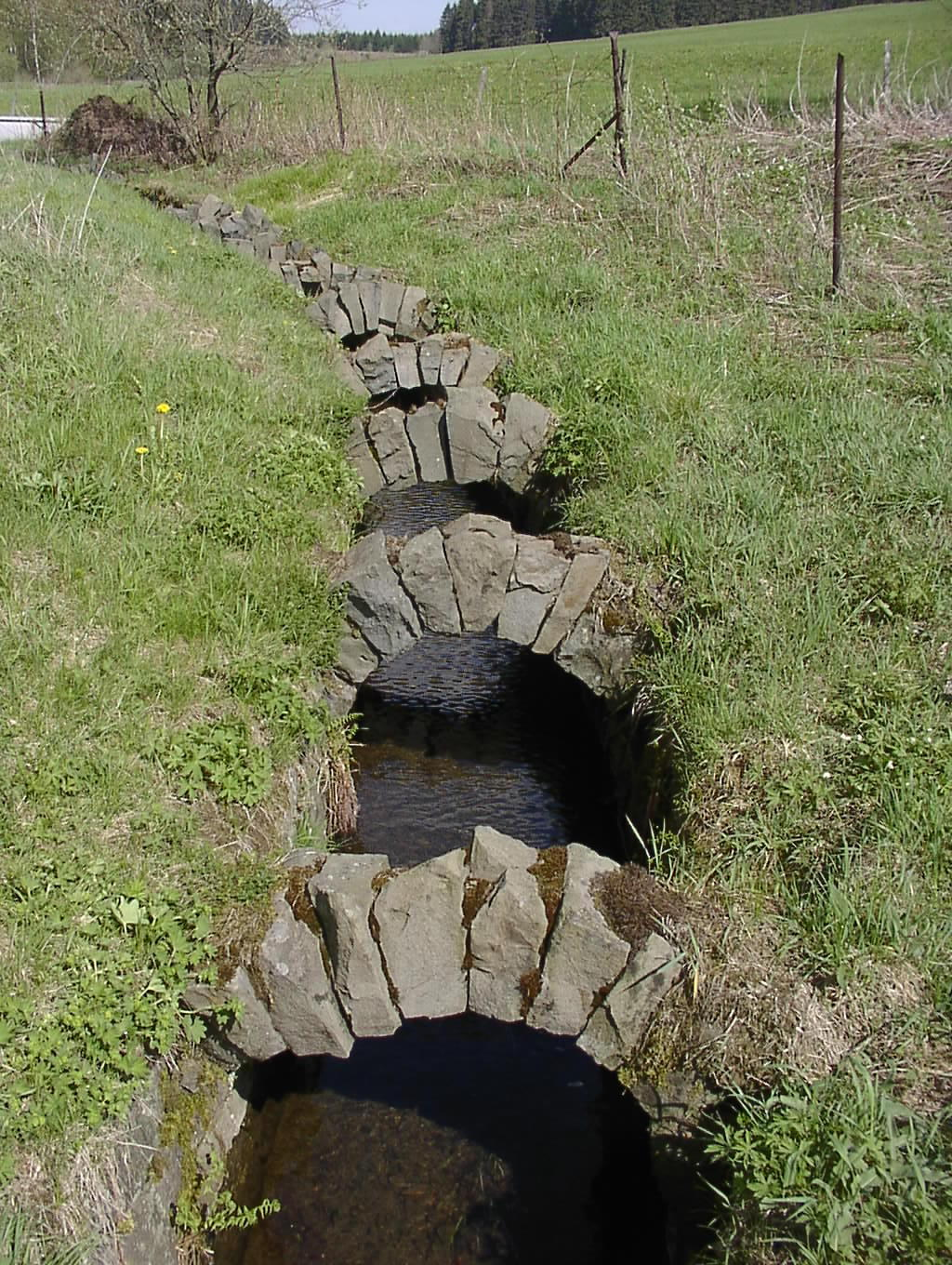
Bågar vid Zellerfelddiket
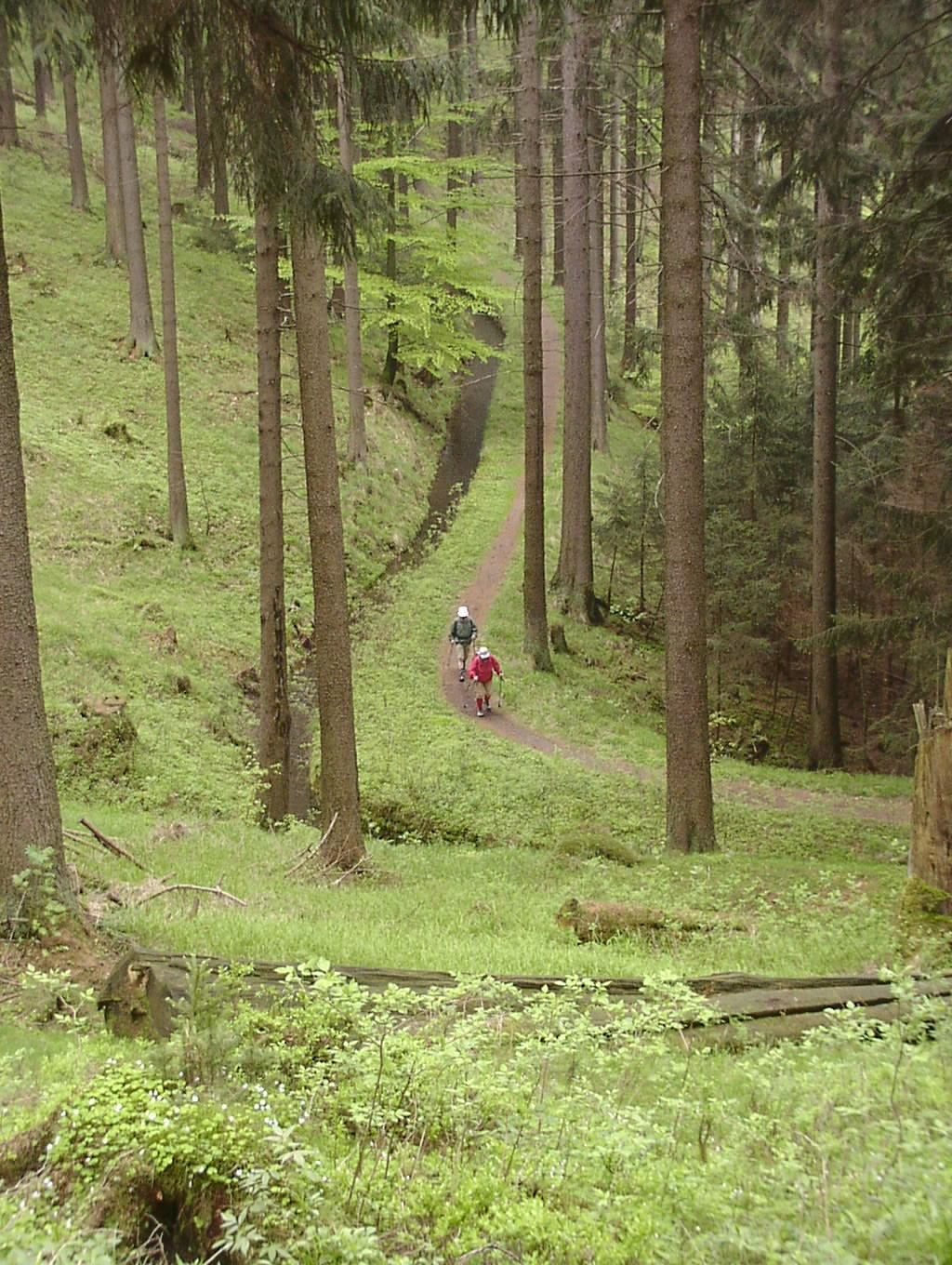
Vandrare vid Morgenbrodstaldiket nära Dammhaus
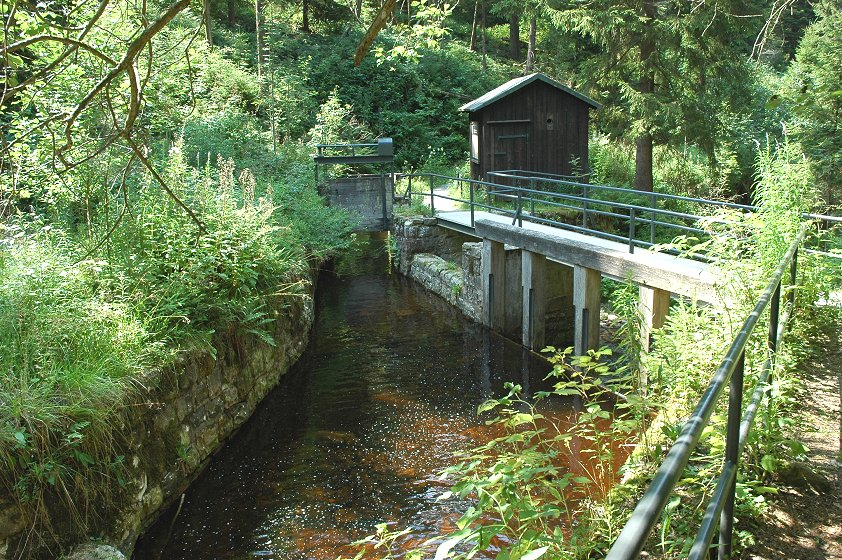
Regleringsutrustning för vattenförsörjning vid Dammdiket
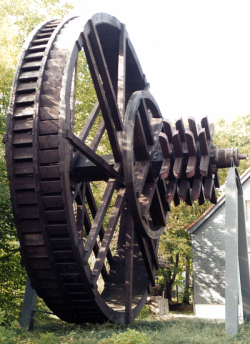
Rekonstruktion av ett motsatt vattenhjul, med en diameter på 9,5 meter i Clausthal-Zellerfeld

### Byggnader
Reservoarer
De 143 reservoarerna var fyllningsdammar. Dammhöjden varierade mellan 4 och 15 meter; den uppdämda volymen var i genomsnitt omkring 150 000 kubikmeter.
Kanaler
Kanalerna är tillförselkanaler som går nästan parallellt med terrängens konturer, men en mycket låg lutningsgrad, omkring 1-2 ‰ och var åtföljda av en inspektionsväg. 
Tunnlar
De underjordiska vattentunnlarna, mellan 20 och 1000 meter långa, var de mest kostsamma investeringarna i Oberharz vattenregale. De var dock värda kostnaden då de hade låga driftskostnader och hög hydraulisk kapacitet.
Specialbyggnader
- Sperberhai Dyke är en akvedukt byggd 1732 till 1734 med en längd på över 900 meter och en höjd på 16 meter.
- Oderteich skiljer sig betydligt från Oberharz dammar med avseende på byggnadsmaterial och dimensioner. Från dess färdigställande 1722 till starten på den moderna dammbyggnadsperioden 1892 var dammen den största i Tyskland[10].
- I Polsterbergs pumphus kunde vatten pumpas från dammdiken till en höjd av 8 meter med hjälp av vattenkraft.
- Huttaler Widerwaage nämns även ofta i detta sammanhang: det är ganska komplext och gör det möjligt för vatten att flyta i två olika riktningar.

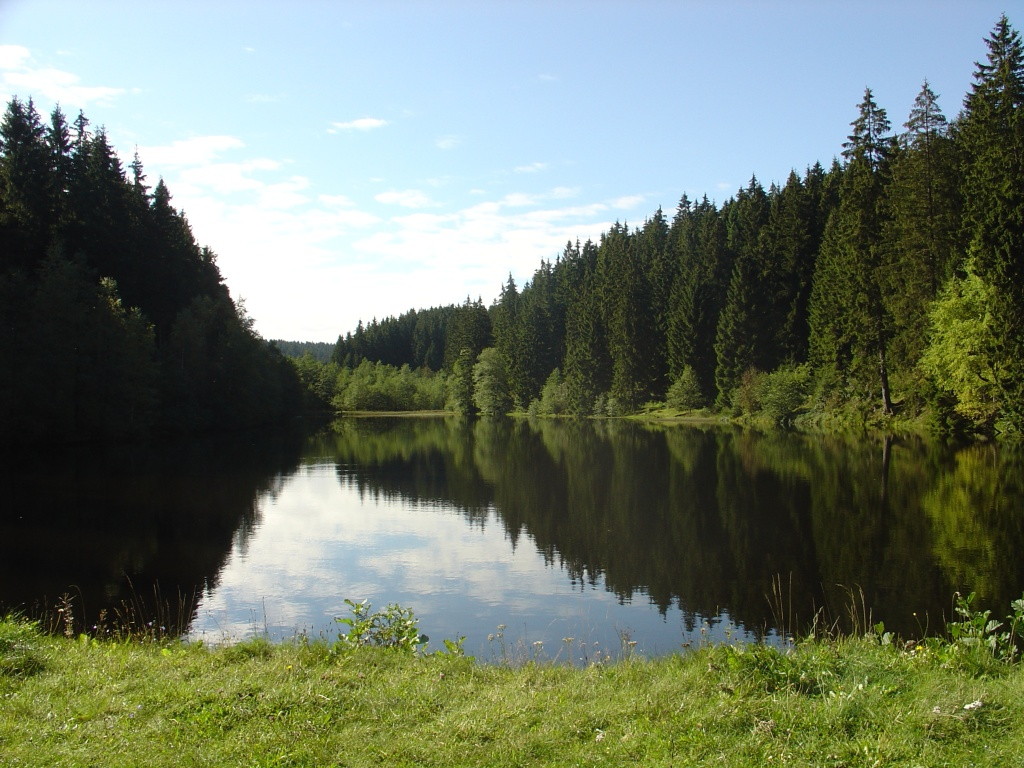
Smelterdammen (Hüttenteich) nära Altenau
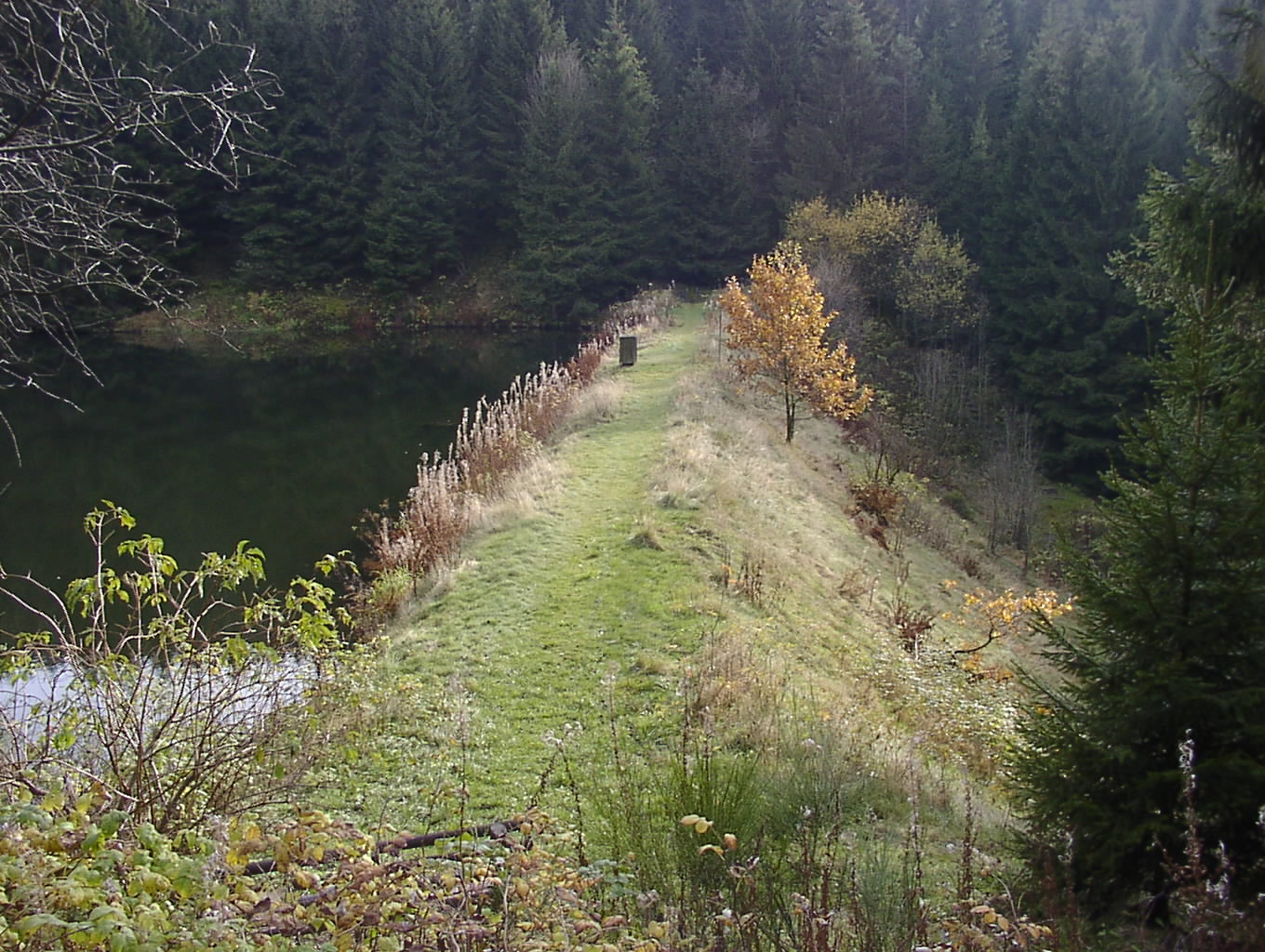
Klein Clausthaldammens fördämning
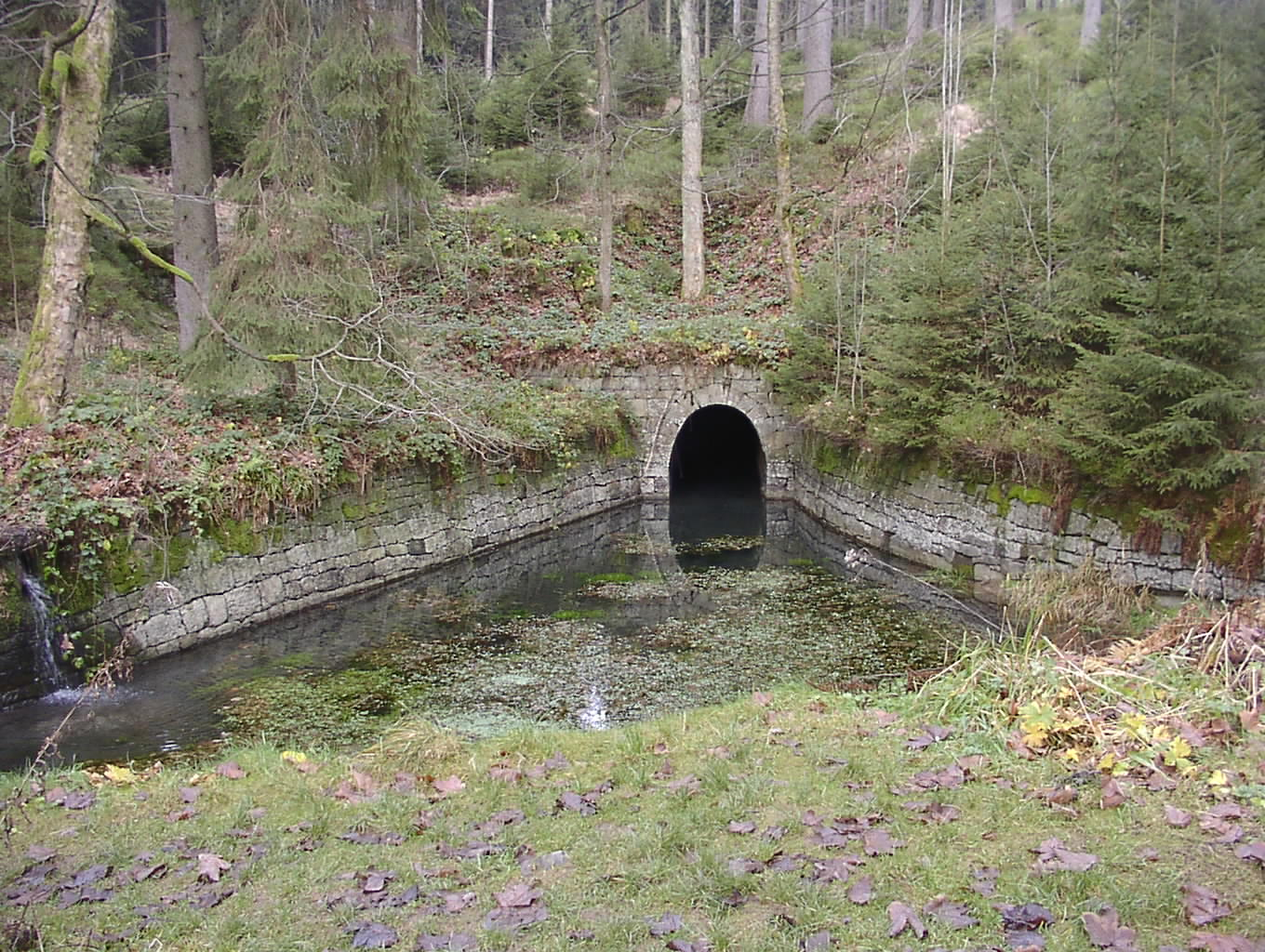
Huttaler Widerwaage och Huttaltunnelns utgång
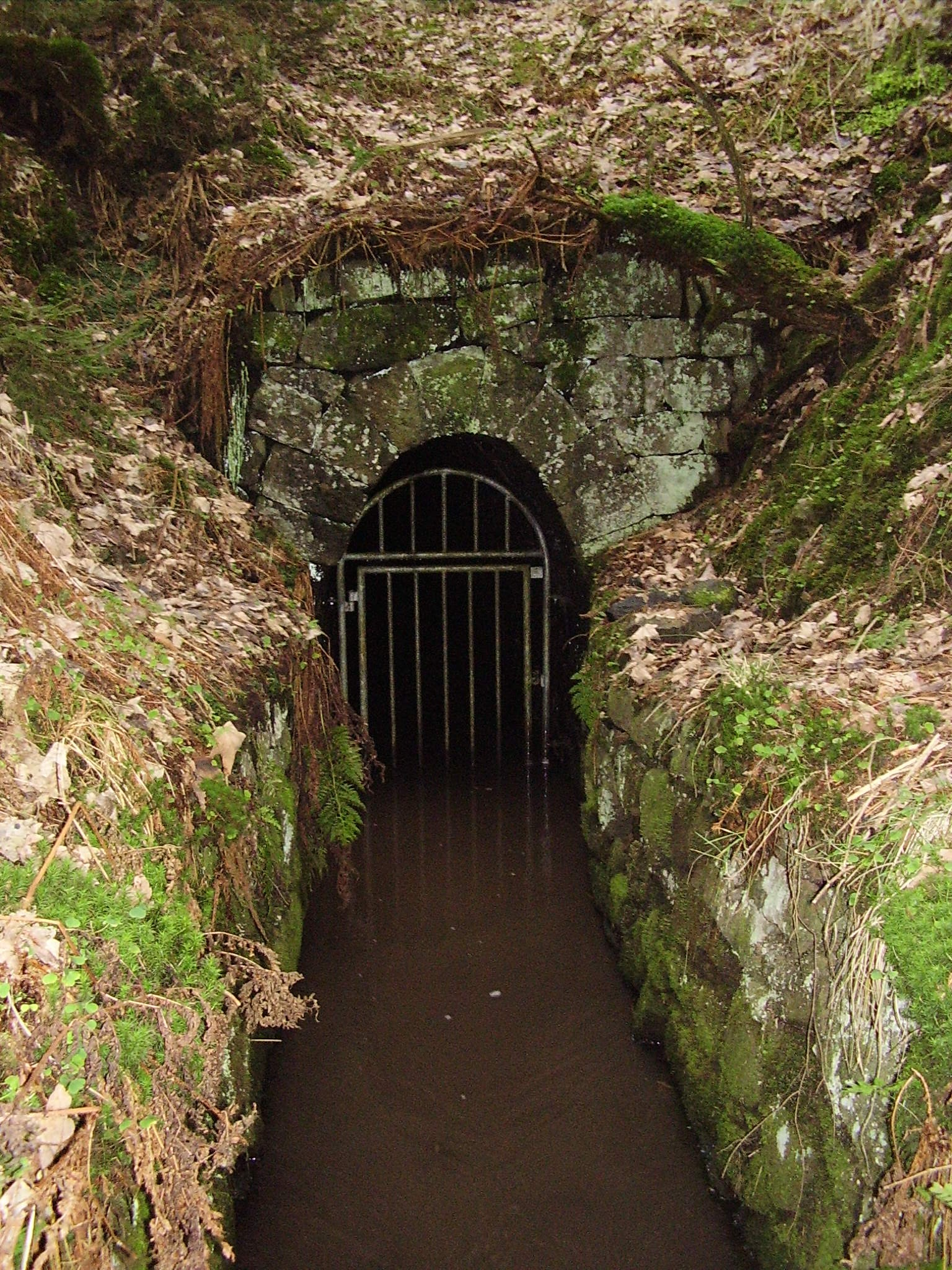
Nedre Hasenbachtunnelns utgång

## Turism
På grund av det stora antalet byggnadsverk och dikenas längd är Oberharz vattenregale mest lämplig att besöka till fots. Tack vare Harzwasserwerke har ett stort antal gångvägar byggts intill vattnen de senaste åren: de så kallade Wasserwanderwege. Besökare kan skaffa kunskap om de typiska beståndsdelar som utgör Oberharz vattenregale genom informationstavlor längs de tydligt markerade lederna. Med några få undantag kan de flesta dammarna användas av simmare under sommarmånaderna. De flesta är även uthyrda till lokala fiskeklubbar.

## Historia

### Byggandet
Gruvaktiviteten i Harz går tillbaka till 900- och 1000-talet. Det första vattenhjulet i Harz restes på 1200-talet i Pandelbachdalen sydost om Seesen. Vid denna tid drevs gruvorna, med dessa tidiga så kallade vattenverken (Wasserkünste) för gruvorna av Walkenrieds kloster.
Digerdöden under Medeltiden reducerade kraftigt befolkningen i Harz och nästan all gruvdrift stod stilla. Andra faktorer var troligen att gruvorna hade nått sina tekniska gränser för sin tid med djup på uppemot 60 meter.
En klar återhämtning följde från omkring 1520 och framåt, till en början genom uppmaning av Hertig Henrik II av Braunschweig-Wolfenbüttel. Men det var hans son Julius av Braunschweig-Wolfenbüttel, som gav extra stimulans till existerande gruvdrift i Oberharz och initierade skapandet av ett stort antal dammar och diken. 
Det var den omfattande användningen av vattenkraft som gjorde gruvboomen i Oberharz möjlig. Då gruvorna blev djupare över tid, behövde de allt mer energi. Bristen på vatten efter månader av lite regn eller långa frostperioder blev åter en begränsande faktor för gruvorna. Expansionen av vattensystemet uppnåddes genom att höja de existerande dammarna, bygga nya dammar, gräva nya diken och utvidga existerande dikesrännor.

### Ytterligare förbättringar: vattentunnlar och dräneringsstollar

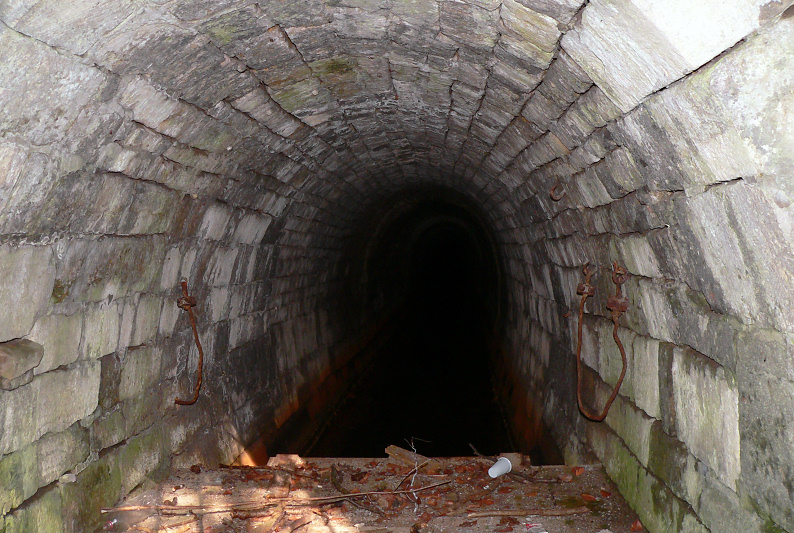
Ernst Augustgången

Ett exempel på utvidgningen av vattenregalets nätverk var optimeringen av dikesvägarna (Dammdiket, Övre och Lägre Rosenhofrännan), i huvudsak under 1800-talet, genom byggandet av så kallade Wasserläufen (även kallade Wasserüberleitungsstollen) och vattentunnlar. Dessa gjorde det möjligt att förkorta avståndet som vattnets resväg. Det garanterade även vinterarbete, då vattnet under marken inte frös. Utöver detta var underhållskostnaden av den kort tunnelsektion mycket billigare än en lång dikesränna. Men en särskilt viktig fördel var den högre lagringskapaciteten. Tunnlarna hade lika stor fallhöjd med på en kortare sträcka och hade därför större lutningsgrad. I början var underjordiska delarna mödosamt uthuggna med hammare och mejsel. Senare användes krut som sprängmedel, vilket gjorde byggandet av vattentunnlar betydligt lättare och snabbare.
Då större delen av energin behövdes för att dränera vattnet i gruvorna och på grund av att behovet fortsatte växa när gruvorna blev allt djupare, försökte man tidigt att avleda vatten genom vattendräneringsstollar (Wasserlösungsstollen). Dessa stollar medförde att man skapade tunnlar från gruvorna ut mot dalarna, genom vilka vatten kunde dräneras genom gravitationen. Ju djupare dräneringsnivå, desto längre var man tvungna att göra stollgångarna. Den längsta av dessa tunnlar är Ernst Auguststollen, byggd i mitten av 1800-talet, som är 35 km lång. Den samlade vatten från gruvorna i Bockswiese, Lautenthal, Zellerfeld, Clausthal samt Wildemann och ledde det till Gittelde vid kanten av Harzbergen.

### Storhetstid och nedgång
Omkring 80-90 procent av dammarna i Oberharz vattenregale skapades under 1500- och 1600-talen,, medan systemet med diken ytterligare utvidgades på 1800-talet. Dessa anläggningar bidrog starkt till att göra Harz till den största industriregionen i Tyskland under Tidigmoderna tiden. Uppfinnandet av ångmaskinen och upptäckten av elektrisk energi kunde inte omedelbart ändra användningen av vattenkraft. Dessa andra energiformer introducerades relativt gradvis i Oberharz. Naturligtvis var svårigheterna att få tag på kol i tillräckliga mängder till ångmaskiner en faktor fram till byggandet av Innerstetalbahn.
Med Kungariket Hannovers förstatligande av gruvorna den 1 januari 1864, överförde inte bara gruvrättigheterna till staten utan även rättigheterna att använda vattnet. Så kungariket Hanover gjorde även anspråk på vattenregalet, som från början var juridiskt bestämd i den Preussiska vattenlagen (Preußischen Wassergesetz) från 1913 i avsnitt 16 och 381. Efter att Kungariket Hannover uppgått i Kungariket Preussen, tog den Kungliga Preussiska gruvinspektionen (Königlich-Preußische Bergbauinspektion) och senare, Preussag över driften av gruvorna i Oberharz.
En inventering från 1868 avslöjar att totalt 198 vattenhjul av olika diameter och en total kapacitet av omkring 3 000 hästkrafter fanns i Oberharz vattenregale.
Omkring 1900 uppnåddes schaktdjup på 1 000 meter. Kostnaderna för gruvdrift på allt större djup fortsatte dock att stiga. Vid samma tid var industrin tvungen att konkurrera om andra metallgruvområden såväl inrikes som utrikes i en tid av utvecklade transportmetoder. Överexploatering under Första världskriget och rasande metallpriser under Den stora depressionen , orsakade en enorm våg av stängningar, då stora gruvor i Clausthal-Zellerfeld, Bockswiese och Lautenthal tvingdes lägga ned. I Bad Grund, fortgick dock gruvdriften i Oberharz fram till 1992, men den behövde bara en ytterst liten del av anläggningarna i Oberharz vattenregale.

### Vattenkraftsel

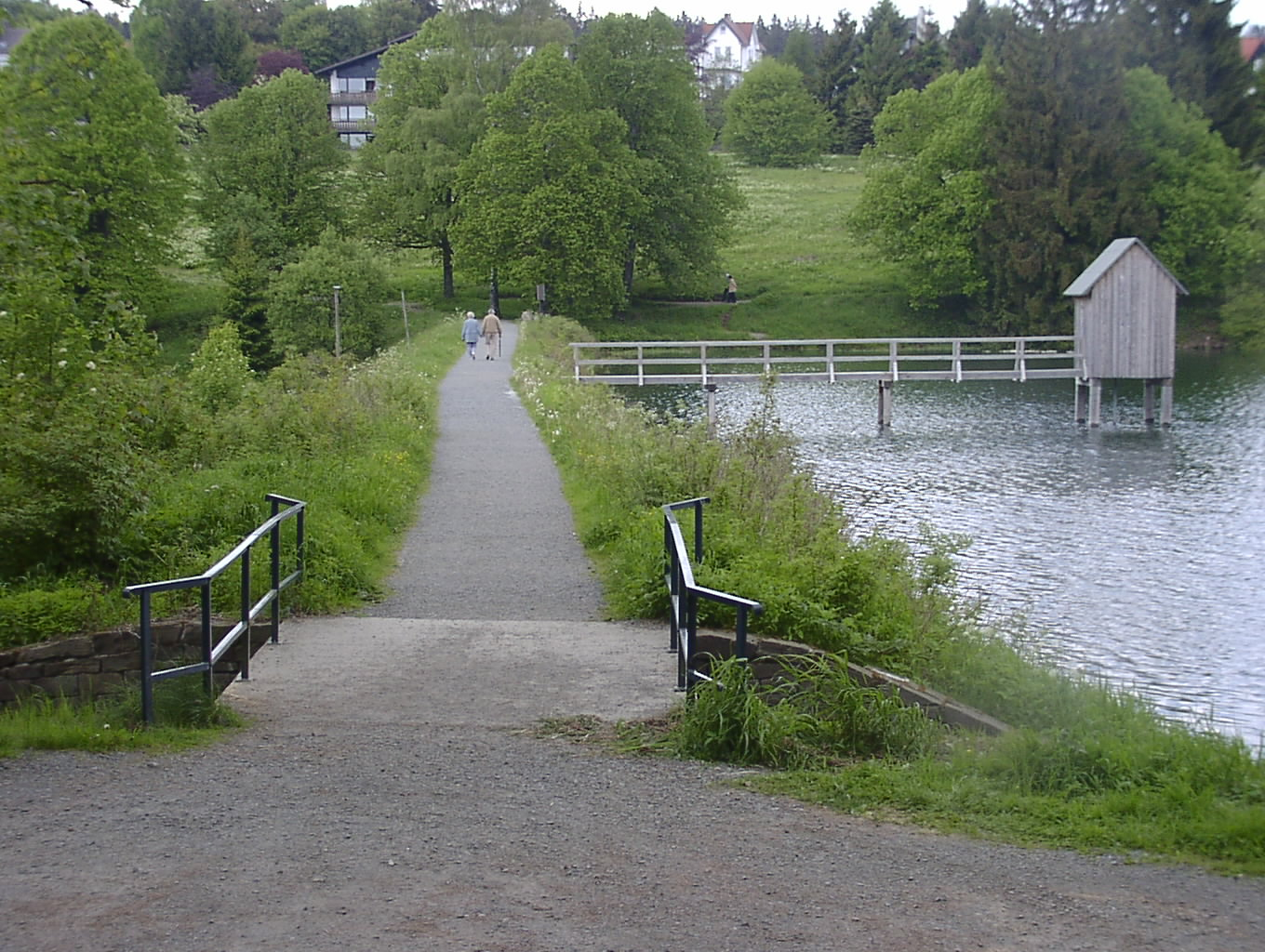
Kranicher Teich nära Hahnenklee med sin kontrollhytt (Striegelhaus)

Efter att gruvindustrin upphörde 1930, ändrade man Oberharz vattenregale till att skapa elektricitet, några nya byggnadsverk har uppförts för detta. Elproduktionen genomfördes av Preussag fram till 1980 i gruvorna Kaiser Wilhelm (upp till 4,5 MW) och Ottiliae (upp till 1,5 MW). Dessa vattenkraftsstationer stängdes i början av 1980-talet då vattenrättigheterna upphört och kraftstationernas vinst stadigt minskat på grund av kraftigt stigande löner i kombination av stagnerande energipriser. Dock produceras ännu elektricitet i Sankt Andreasberg av vatten från Oderteich överfört längs Rehbergsdiket. Förutom kraftstationerna Teichtal och Grundstraße, finns det två stationer i Samsonschaktet: Grüner Hirsch kraftstation på ett djup av 130 meter och kraftstationen Sieberstollen på 190 meters djup.

### Vattenregalet idag
Efter att kraftstationerna lades ner överfördes vattenregalets anläggningar till en början till Niedersachsens statliga skogsavdelning, som underhöll dem genom Clausthal-Schulenberg skogskontor, med stora arbetsinsatser och ekonomiska kostnader. För att lätta på delstatens plånbok, gavs Harzwasserwerke 1991 uppdraget att sköta och underhålla 65 reservoarer, 70 km diken och 20 km vattentunnlar. Harzwasserwerke har delegerat underhållet av Oberharz vattenregale till sitt Clausthalkontor. Inga skattemedel läggs nu ut, kostnaden för underhållet, bärs nu av Harzwasserwerke genom dess försäljning av dricksvatten.
Förutom anläggningarna som Harzwasserwerke fick ansvaret över finns ett stort antal dammruiner, tunnelingångar och flera hundra kilometer diken som inte underhålls. Dessa anläggningar har status som så kallade passivt skyddade monument. Detta betyder att de likt slottsruiner, gradvis förstörs, men kanske inte förstörs av moderna ingrepp utan tillstånd under skyddlagar.
Hirschlerdammen används för allmänna ändamål av Clausthal-Zellerfeld för att förse Clausthal-Zellerfeld och Altenau med dricksvatten; på samma sätt använder Zellerfeld Övre och Mellersta Kellerhalsdammarna. Hahnenklee får sitt dricksvatten från Auerhahndammen, Nya Grumbachdammen och Övre Kellerhalsdammen.

## Liknande system
Det finns liknande vattenförsörjningssystem i den historiska silvergruvregionen nära Freiberg, i Norska Kongsberg, i Schemnitz (idag i Slovakien) samt i Sverige, och dokument visar att det fanns ett regelbundet utbyte av erfarenheter och kunskap mellan dessa regioner. Icke desto mindre, är Oberharz vattenregale det största och mest sammanlänkade systemet av sin typ i Europa, med betydligt fler dammar och diken såväl som större byggnadsverk än sina motsvarigheter på andra håll.

## Ett världsarv
En formell ansökan om att få status som världsarv lämnades in i september 2007 och 2010 utvidgades Rammelsbergsgruvan och gamla staden i Goslar med vattenregalet under det gemensamma namnet Rammelsbergsgruvan, gamla staden i Goslar och Oberharz vattenregale.